# Opera (film)
Opera (ook bekend en uitgebracht als Terror at the Opera is een Italiaanse giallofilm uit 1987, mede geschreven en geregisseerd door Dario Argento, met muziek gecomponeerd en gespeeld door Brian Eno, Claudio Simonetti en Bill Wyman. Met in de hoofdrol Cristina Marsillach, Urbano Barberini en Ian Charleson richt het plot zich op een jonge sopraan (Marsillach) die betrokken is bij een reeks moorden die gepleegd worden in een operahuis door een gemaskerde aanvaller.

## Synopsis
Als een jonge operazangeres de hoofdrol overneemt in een avant-garde presentatie van Verdi's Macbeth ontketent ze de waanzin van een gestoorde fan. Deze dwingt haar om toe te kijken als hij haar vrienden binnen de opera vermoordt.

## Rolverdeling
| Acteur                   | Personage                            |
| ------------------------ | ------------------------------------ |
| Cristina Marsillach      | Betty                                |
| Ian Charleson            | Marco                                |
| Urbano Barberini         | Inspecteur Alan Santini              |
| Daria Nicolodi           | Mira                                 |
| Coralina Cataldi-Tassoni | Giulia                               |
| Antonella Vitale         | Marion                               |
| William McNamara         | Stefano                              |
| Barbara Cupisti          | Signora Albertini                    |
| Michele Soavi            | Inspecteur Daniele Soavi (onvermeld) |